# Ronroco

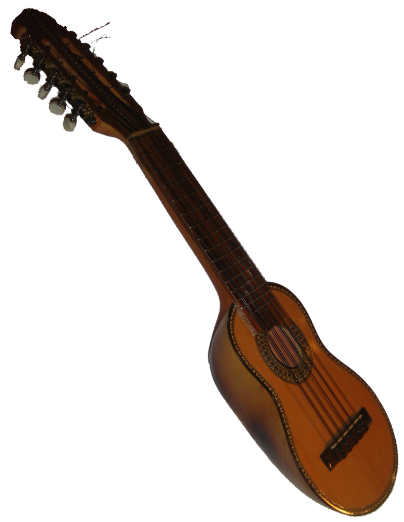
Charango originario de Bolivia, cuna del ronroco

El ronroco es un instrumento musical de Bolivia, de la familia de los charangos, que mide aproximadamente 80 cm de longitud total, formado por cinco cuerdas dobles y con una cuerda vibrante de hasta 50 cm. Este instrumento se caracteriza por su sonido ronco, y por ello tiene ese nombre.
Es un instrumento llamado de nueva tesitura cuyas dimensiones se encuentran entre el "charango tipo" y la "mediana grande", este último de dimensiones como las de una guitarra (Cavour, 2003). Se atribuye su creación los hermanos Hermosa, Gonzalo y Wilson, en la búsqueda de un sonido intermedio en el acompañamiento de los instrumentos de cuerdas dentro de su grupo folklórico boliviano Los Kjarkas para compensar de alguna manera las alturas de los sonidos agudos del charango tipo y los graves de la guitarra (y en principio sustituir a ésta, cosa que afortunadamente no sucedió). Basado en el temple diablo, su afinación es característica por tener las 2as cuerdas octavadas hacia arriba y 4as y 5as con una cuerda octavada abajo y la otra arriba en cada par.
Su afinación hay que recalcar, que no es exactamente la del temple natural del charango tipo una octava abajo, ésta corresponde al llamado Machucharango que únicamente tiene las terceras cuerdas octavadas.

## Historia
El creador del instrumento fue el gran maestro boliviano de Villa Serrano, Mauro Núñez Cáceres (1902 - 1973). En los años 40 del siglo pasado, Mauro, que era un talentoso lutier, experimentó construyendo varios registros de charango, denominando a su obra (que es también musical/compositiva) la charangología.
Mauro Núñez consolida cuatro registros principales en la orquesta charango: un chula (agudo), el mediano (luego estándar), el machu (ronroco) y el requinto (bajo). Este último fue remplazado en sus actuaciones públicas por otro invento interesante del gran maestro, la k’aratiña, una especie de contrabajo hecho de tripa de oveja, con caja de resonancia en un bombo criollo. Algunas creaciones, hoy clásicas, generó Mauro con este ensamble, como “Poncho ponchito”, “Canción y huayño”, “Preludio para charango”, “El arriero” o “Bajo el cielo del Potosí”. También creó para esta conformación las famosas chajchas, las patitas de cabra que hoy son un consolidado accesorio de percusión universal.
El ronroco machu fue años después afirmado por el músico y lutier Wilson Hermosa hermano de Gonzalo y Elmer Hermosa, miembros del grupo boliviano Los Kjarkas. El compositor argentino Gustavo Santaolalla hizo uso del ronroco. Cavour, E. 2003. El charango. Su vida, costumbres y desventuras. Producciones CIMA, La Paz Bolivia. En 1998 Santaolalla publicó su álbum Ronroco, disco que daría inicio a su exitosa carrera como creador de bandas sonoras y que le dio dos premios Oscar (por Babel y Secreto en la montaña). El tema “Iguazú” de aquel disco fue incluido en el film hollywoodense El informante de Michael Mann, con la actuación de Al Pacino. Por ese mismo disco, el director mexicano Alejandro González Iñárritu llama a Gustavo para Amores perros, que cierra con otro tema del álbum Ronroco. Y de ahí sale también la pieza “De Ushuaia a La Quiaca”, que Walter Salles utilizó para Diarios de motocicleta.
“Ese instrumento me abrió las puertas del cine, me hizo ganar premios Oscar, fue fundamental”, dice Santaolalla en la misma entrevista. Mucho le debe este músico a aquel machu de Villa Serrano. El ronroco tiene hoy un romance con Santaolalla, un romance musical. Le encanta que Gustavo le rasque la pancita sin uñas, suavito. Este admirable músico intuitivo (¡no lee ni escribe música!), perseguido por stars para que le produzcan su nuevo CD, triunfador con Café Tacuba, Molotov y Julieta Venegas, se enamoró de un ronroco minimal, ahora jujeño, del lutier Chiquito Rodríguez, que conmueve a maestros del cine mundial.
Hay polémica si el ronroco boliviano o Kjarkas es una creación o una modificación porque existen variadas versiones campesinas que muestran que los charangos de gran tamaño ya existían desde mucho antes de su manufactura.